# 17489 Trenker
17489 Trenker este un asteroid din centura principală de asteroizi.

## Descriere
17489 Trenker este un asteroid din centura principală de asteroizi. A fost descoperit pe 2 octombrie 1991 la Tautenburg de Freimut Börngen și Lutz Dieter Schmadel. Asteroidul prezintă o orbită caracterizată de o semiaxă mare de 2,71 ua, o excentricitate de 0,13 și o înclinație de 11,2° în raport cu ecliptica.